# Otto Carlsson (Richter)
Otto Carlsson  (* 3. Mai 1919 in Bremen; † 10. März 2005 in Bremen) war ein deutscher Jurist und Politiker (CDU).

## Biografie
Carlsson war der Sohn und der Enkel von gleichnamigen Kaufleuten in Bremen. Der Vater betrieb ein Kommissions- und Agenturgeschäft in der Ansgaritorstraße. Carlsson besuchte Bremer Schulen. Im Zweiten Weltkrieg diente er als Soldat. Danach studierte er Rechtswissenschaften und promovierte zum Dr. jur. Als Jurist war er Gerichtsreferendar, Assessor, seit 1954 Richter und Amtsgerichtsrat in Bremen.
Bekannt wurde er für sein ehrenamtliches Engagement. Er war aktiv im Verein für Niedersächsisches Volkstum und für einige Zeit auch deren Vorsitzender. Er fungierte auch als Vizepräsident von Europa Nostra Deutschland, einem europäischer Verbund nicht-staatlicher Denkmalschutzorganisationen, und im Deutschen Bundeswehrverband aktiv.
Politisch war er Mitglied der CDU. Er war Mitglied im Ortsbeirat des Ortsteils Bremen-Borgfeld und amtierte bis 2003 dort als Vorsitzender.
Seit den 1980er Jahren wohnte er in Borgfeld-Katrepel.

## Ehrungen
- 1984 wurde er mit dem Bundesverdienstkreuz 1. Klasse ausgezeichnet.
- 1964 Ehrenmitglied Männer vom Morgenstern, Bremen
- 1968 Ehrenmitglied Ancient Monuments Society, London
- 1972 Ehrenmitglied Ellinlki Eteria, Athen
- 1988 Goldmedaille Stiftung  mérite
- européen, Luxemburg
- 1991 Verdienstorden der Republik Österreich in Gold
- 1991 Bayrischer Löwe für Verdienste um die europäische Kultur, München
- 1991 Ehrenvizepräsident Europa Nostra, London
- 1996 Ehrenrat Städteforum Graz
- 2000 Ehrenmitglied Deutscher Heimatbund
- 2001 Ehrenmedaille Gesellschaft für Wehr- und Sicherheitspolitik
- 2004 Ehrenkreuz der Bundeswehr in Gold